# 切小金家的旅館
《切小金家的旅館》是一部於2018年上映的電影。由張庭瑚、林鶴軒、洪言翔、郭書瑤、羅家英、朱咪咪主演，2017年2月12日開鏡，2017年4月8日殺青，台灣於2018年7月12日上映。

## 劇情
金髮的萬年高中生切小金（張庭瑚飾），在「第五年」高中生活的第一天，陰錯陽差救了綽號小公主的徐立漢(洪言翔飾)和性格陰暗的魯群(林鶴軒飾)兩位同學，而被學校大流氓蝙蝠盯上，此時又被祖父母逼得必須回一趟他一直不願再接近的家族溫泉旅館，而魯群和小公主為了躲避霸凌，硬是跟著小金一起返鄉。
沒想到旅館跟網站上的美輪美奐完全不同，破破爛爛且氣氛詭譎，他們甚至懷疑這間破旅館「不乾淨」！小金害怕，但更怕祖父母要是出事，自己就要接手旅館經營的重責。「我絕對不要繼承旅館！」的念頭逼得小金和兩個不靠譜的同學，短時間內組成一個奇怪的命運共同體，被逼得一步步追查線索，解開謎團…

## 演員列表

### 主演
| 演員   | 角色名稱     | 介紹 |
| 張庭瑚 | 切小金       | 染一頭金髮的萬年高中生，高中唸到第五年還沒畢業，家中歷代經營旅館，到曾祖父那一代因為戰事而瓦解，祖父也改行武館工作。到了切小金的父親這一代，又想方設法在偏僻一處購地蓋溫泉旅館，打造這座溫泉旅館成為全家人的夢想。但切小金因為害怕搞砸，一直拒絕接手旅館…                                                                   |
| 洪言翔 | 小公主       | 本名徐立漢，因長相漂亮斯文、個性溫柔，被同學戲稱為「小公主」，一次廁所欺負事件，小公主與轉學生切小金、同校的魯群一起得罪蝙蝠，為了躲避蝙蝠欺負，三人一同前往切小金家的旅館度過寒假… |
| 林鶴軒 | 魯群         | 個性外貌都陰沈，給人印堂發黑，隨時烏雲罩頂的印象。一次在學校如廁，不巧被扯入切小金、小公主與蝙蝠之間的欺負事件，於是倒楣的魯群就成為蝙蝠幫攻擊的對象。寒假將至，蝙蝠幫放話要變本加厲，為避開那幫混蛋，魯群便與小公主硬跟著切小金前往溫泉旅館。雖然發現旅館鬧鬼，但「遇鬼總比被人打死好！」，於是留下來，和兩人一起解開謎團… |
| 郭書瑤 | 小鈴木       | 本名許鈴木，切小金的國小學姊，凡事總是一廂情願地看待與想像，從小愛戀比自己小的切小金。對小鈴木而言，這間陰森森的旅館蘊藏著她對愛情的夢想，「一定要嫁給小金！」小鈴木這樣下定決心，她為夢想的奮鬥正要開始… |
| 羅家英 | 切高         | 小奸小惡又小器，從年輕起就不英俊，但反應快、嘴巴甜，輕易擄獲奶奶的心。爺爺的家族歷代都是做住宿生意，最早是驛站、再來是客棧，後來逐漸演變成旅館、飯店，但是到了爺爺那代，家傳事業因為戰亂而瞬間毀壞。後來爺爺在武館工作，與武館千金戀愛結婚。                                                                                |
| 朱咪咪 | 毛西華       | 出身於武館的千金小姐，一點也不和藹，年輕時暗戀在家武館工作的爺爺，一旦她看上的就逃不出她的手掌心，與爺爺是姐弟戀。由於兒子的堅持，不顧一切，奶奶決定拿出積蓄購地興建旅館並辛苦經營，期盼孫子切小金能回來繼承… |
| 邱凱偉 | 切小金的父親 | 某次與妻子於日本考察飯店，不幸病逝 |
| 季芹   | 切小金的母親 | 走不出喪夫之痛，意外驟逝 |
| 謝祖武 | 切小金的舅舅 | 一開始只在電話中出聲，到了結尾驚喜亮相成為最大彩蛋。 |
| 賈欣惠 | 切小金的舅媽 | 一開始只在電話中出聲，到了結尾驚喜亮相成為最大彩蛋。 |

## 資料來源
1. ↑   (PDF). 國家電影中心. 2018-10-25  [2020-09-30]. （原始内容存档 (PDF)于2018-12-10）.

## 外部連結
- 切小金家的旅館的Facebook專頁
- 互联网电影数据库（IMDb）上《切小金家的旅館》的资料（英文）